# Sobniogallus albinojamrozi
Sobniogallus albinojamrozi è un uccello estinto, appartenente ai galliformi. Visse nell'Oligocene inferiore (circa 32 - 29 milioni di anni fa) e i suoi resti fossili sono stati ritrovati in Polonia.

## Descrizione
Questo animale era di piccole dimensioni, e doveva essere leggermente più piccolo dell'attuale starna (Perdix perdix). Era probabilmente simile a quest'ultima nell'aspetto generale; richiamava i galliformi attuali per quanto riguarda l'osteologia dello sterno, della furcula e dell'omero, ma possedeva alcune caratteristiche antiquate principalmente nel carpometacarpo simile a quello degli anseriformi, una caratteristica che si riscontra nei galliformi ancestrali. Oltre a ciò, Sobniogallus era caratterizzato da uno sterno dalla spina interna fusa con quella esterna, che andava così a formare una spina communis che si estendeva cranialmente. La furcula, inoltre, era dotata di un'apofisi molto grande e a forma di lama. 

## Classificazione
Sobniogallus è uno dei numerosi galliformi arcaici conosciuti in terreni dell'Eocene e dell'Oligocene, ma non è ascrivibile ad alcuna famiglia nota. In ogni caso, i suoi fossili sono molto importanti per confermare le parentele tra anseriformi e galliformi. 
Sobniogallus albinojamrozi venne descritto per la prima volta nel 2014, sulla base di resti fossili ritrovati in Polonia, nella zona di Sobniow, in terreni databili all'Oligocene inferiore.